# Christophe Soumillon
Christophe Soumillon (né à Schaerbeek le 4 juin 1981) est un jockey belge. Il fait partie de l'élite mondiale des jockeys de courses de plat, a remporté dix fois la Cravache d'or et détient le record d'Europe du nombre de succès en une année.

## Carrière
Fils d'un jockey d'obstacle, doté d'un gabarit assez atypique pour un jockey (il mesure 1,73m), il s'intéresse très jeune aux courses hippiques et fait ses premières armes dans des courses de poneys, remportant une centaine de courses. Après une formation à l'école des courses de Chantilly, il remporte son premier succès en compétition en 1997. En 1998, auréolé de 11 victoires, il reçoit l'étrier d'or, récompense réservée aux apprentis-jockeys. En 2000, il rejoint André Fabre comme deuxième jockey derrière Olivier Peslier. Le 30 avril, il remporte sa 100e victoire, et réussit l'exploit de gagner cinq courses dans la même réunion, un record qu'il égalera en 2006. En 2001, il signe un contrat de monte avec l'écurie de l'Aga Khan. Il poursuit son ascension avec de nombreuses victoires prestigieuses, notamment dans le Prix du Jockey Club et le Prix de l'Arc de Triomphe, qu'il remporte pour la première fois avec Dalakhani en 2003. La même année, il s'adjuge la première de ses dix Cravache d'or, avec 207 victoires en France dans la saison, un record qu'il bat en 2005 (226 victoires), puis en 2013 avec 228 succès. Le 24 juin 2006, il atteint la barre des 1 000 victoires en France, en 2013, celle des 2 000 et en 2018 celle des 3 000. La victoire de Shakeel dans le Grand Prix de Paris en juillet 2017 constitue sa centième victoire au niveau groupe 1. En 2009, l'écurie Aga Khan annonce que le contrat de première monte de Christophe Soumillon ne serait pas reconduit l'année suivante à la suite des propos désobligeants tenus par le jockey à l'encontre de son ancien mentor André Fabre, avec qui il avait rompu en 2007. L'association avec l'écurie princière sera toutefois reconduite à partir de 2014 ; dans l'intervalle Christophe Soumillon était devenu en 2011 premier jockey de l'écurie Wildenstein. En 2017, il décide de partir à l'assaut du record d'Europe de victoires en une année, établi l'année précédente par Pierre-Charles Boudot, qui avait atteint la barre des 300 : il y parvient le 16 décembre, et porte son total à 306 succès. En revanche son année 2018 est moins bonne, devant faire face à la mauvaise année des écuries pour lesquelles il monte habituellement (Aga Khan, Jean Claude Rouget). Il remporte tout de même la Dubaï World Cup avec Thunder Snow, l'une des dernières grandes courses qui manquait à son palmarès, ce même Thunder Snow qui deviendra l'année suivante, toujours sous sa monte, le premier cheval à réaliser le doublé dans la Dubaï World Cup. En septembre 2022 à Saint-Cloud, il fait tomber d'un coup de coude le jockey Rossa Ryan en pleine course. À la suite de ce grave incident, pour lequel il écope de deux mois de suspension, son contrat avec l'écurie Aga Khan est rompu,,. 
Vainqueur de courses prestigieuses sur tous les continents, Christophe Soumillon a été le partenaire de nombreux champions parmi lesquels le phénomène Zarkava, Dalakhani, Almanzor ou le très atypique et populaire Cirrus des Aigles, qu'il a recueilli après son retrait de la compétition en 2016 pendant peu de temps après que le cheval soit repris par son mentor Corine Barbe pour une fin de vie plus tranquille .  

### Vie privée
En 2016, Christophe Soumillon devient un ambassadeur de l'association "Au-delà des pistes" dédiée à la reconversion des chevaux de course. Dans sa vie privée, il est marié depuis 2006 avec Sophie Thalmann, ex-Miss France, avec qui il a trois enfants : Charlie, née le 8 septembre 2005, Mika, né le 5 novembre 2008, et Robin, né le 6 avril 2017.

## Palmarès sélectif

### Courses degroupe 1
France
- Prix de l'Arc de Triomphe – 2 – Dalakhani (2003), Zarkava (2008)
- Prix du Jockey Club – 4 – Anabaa Blue (2001), Dalakhani (2003), Darsi (2006), Vadeni (2022)
- Prix de Diane – 3 – Latice (2004), Zarkava (2008), Gezora (2025)
- Poule d'Essai des Poulains – 3 – Vahorimix (2001), Clodovil (2003), Silver Frost (2009)
- Poule d'Essai des Pouliches – 5 – Musical Chimes (2003), Darjina (2007), Zarkava (2008), Beauty Parlour (2012), Ervedya (2015)
- Grand Prix de Paris – 4 – Khalkevi (2002), Rail Link (2006), Montmartre (2008), Shakeel (2017)
- Prix Ganay – 5 – Dylan Thomas (2007), Planteur (2011), Cirrus des Aigles (2014, 2015), Dariyan (2016)
- Prix Vermeille – 5 – Pearly Shells (2002), Shawanda (2005), Mandesha (2006), Zarkava (2008), Tarnawa (2020)
- Prix Saint-Alary – 5 – Vadawina (2005), Vazira ( 2014), Siyarafina (2019), Incarville (2021), Jannah Rose (2023)
- Critérium International – 4 – Dalakhani (2002), Carlotamix (2005), Thunder Snow (2016), Royal Meeting (2018)
- Prix de l'Opéra – 4 – Terre à Terre (2001), Mandesha (2006), Dalkala (2013), Tarnawa (2020)
- Prix Jacques Le Marois – 3 – Whipper (2004), Makfi (2010), Excelebration (2012)
- Prix du Cadran – 3 – Reefscape (2005), Bannaby (2008), Vazirabad (2017)
- Critérium de Saint-Cloud – 3 – Linda's Lad (2005), Prince Gibraltar (2013), Los Angeles (2023)
- Prix Marcel Boussac – 2 – Zarkava (2007), Rosanara (2009)
- Prix du Moulin de Longchamp – 2 – Darjina (2007), Ervedya (2015)
- Prix Maurice de Gheest – 2 – Porlezza (2003), Whipper (2005)
- Prix d'Ispahan – 2 – Valixir (2005), Cirrus des Aigles (2014)
- Prix Royal Oak – 2 – Vazirabad (2015, 2016)
- Grand Prix de Saint-Cloud – 2 – Mirio (2001), Zarak (2017)
- Prix Morny – 2 – Dutch Art (2006), Perfect Power (2021)
- Prix Jean Prat – 2 – Thunder Snow (2017), Woodshauna (2025)
- Prix de Royallieu – 1 – Grateful (2024)
- Prix Jean Luc Lagardère – 1 – Camille Pissaro (2024)
- Prix Rothschild – 1 – Mandesha (2006)
- Prix Jean Romanet – 1 – Stacelita (2010)
- Prix de la Forêt – 1 – Paco Boy (2008)
- Prix Lupin – 1 – Dalakhani (2003)

 Royaume-Uni
- King George VI and Queen Elizabeth Diamond Stakes – 2 – Hurricane Run (2006), Goliath (2024)
- Champion Stakes – 2 – Cirrus des Aigles (2011), Almanzor (2016)
- Coronation Cup – 2 – Shirocco (2006), Cirrus des Aigles (2014)
- Coronation Stakes – 1 – Ervedya (2015)
- Queen Anne Stakes – 1 – Valixir (2005)
- Racing Post Trophy – 1 – American Post (2003)
- Sun Chariot Stakes – 1 – Sahpresa (2010)
- Falmouth Stakes – 1 – Giofra (2012)
- Middle Park Stakes – 1 – Perfect Power (2021)
- Commonwealth Cup – 1 – Perfect Power (2022)
- Eclipse Stakes – 1 – Vadeni (2022)

 Irlande
- Irish Oaks – 1 – Shawanda (2005)
- Pretty Polly Stakes – 1 – Hanami (2003)
- Irish Champion Stakes – 1 – Almanzor (2016)

 Allemagne
- Derby Allemand – 1 – Sea The Moon (2014)
- Grosser Preis von Baden – 1 – Zagrey (2023)

 Italie
- Oaks d'Italie – 1 – Dionisia (2006)
- Grand Prix de Milan – 1 – Shamdala (2006)
- Prix Vittorio Di Capua – 1 – Dick Turpin (2011)

 États-Unis
- Breeders' Cup Turf – 1 – Shirocco (2005)

 Canada
- E.P. Taylor Stakes – 1 – Reggane (2010)
- Canadian International Stakes – 1 – Sarah Lynx (2011)

 Japon
- Japan Cup – 1 – Epiphaneia (2014)
- Tenno Sho (Automne) – 1 –  Buena Vista (2010)
- Queen Elizabeth II Cup – 1 –  Lucky Lilac (2019)

 Hong Kong
- Hong Kong Stewards' Cup – 3 – Bullish Luck (2005), Good Ba Ba (2009), Giant Treasure (2016)
- Hong Kong Classic Mile – 2 – Thumbs Up (2009), Beauty Flash (2010)
- Chairman's Sprint Prize – 2 – Billet Express (2006), Gold-Fun ( 2015)
- Hong Kong Mile – 2 – Good Ba Ba (2008), Admire Mars (2019)
- Hong Kong Derby – 1 – Viva Pataca (2006)
- Hong Kong Gold Cup – 1 – Perfect Partner (2005)
- Queen's Silver Jubilee Cup – 1 – Joyful Winner (2006)

 Émirats arabes unis
- Dubaï World Cup – 2 – Thunder Snow (2018, 2019)
- Dubaï Duty Free – 1 – Terre à Terre (2002)
- Dubaï Sheema Classic – 1 – Dolniya (2015)
- Al Quoz Sprint – 1 – Shea Shea (2013)
- Jebel Hatta – 2 – Vercingétorix (2014), Dream Castle (2019)

 Afrique du Sud
- Majorca Stakes – 1 – Desert Miracale (2023)

### Autres courses
France
- Qatar Arabian World Cup – 3 – Mushrae (2013), Al Ghadeer (2023,2024)
- Grande Course de Haies d'Auteuil – 1 – Mandali (2010)
- Prix Cambacérès – 1 – Hippomène (2013)

 Turquie
- Topkapi Trophy – 2 – Musir (2011), Master Of Hounds (2012)

 Hongrie
- OTP Hungária Grand Prix – 1 – Overdose (2009)

 Tchéquie
- Prix Gerschův - Jockey Cup – 1 – Rate (2019)
- Prix Lokotrans - Jockey Cup – 1 – Wireless (2019)

 Espagne
- Premio Choquemotiva – 1 – King Of Cry (2008)

 Singapour
- China Equine Cultural Festival – 1 – Parranda (2015)

 Émirats arabes unis
- Dubai Kahayla Classic – 1 – Al Mamun Monlau (2013)